# Republika Federalna Niemiec na Zimowych Igrzyskach Olimpijskich 1988
Reprezentacja RFN na Zimowych Igrzyskach Olimpijskich 1988 liczyła 90 zawodników - 71 mężczyzn i 19 kobiet, którzy wystąpili w dziesięciu dyscyplinach sportowych. Reprezentanci tego kraju zdobyli łącznie osiem medali - dwa złote, cztery srebrne i dwa brązowe. 
Najmłodszym zawodnikiem z RFN podczas ZIO 1988 była Claudia Massari (18 lat i 25 dni), a najstarszym - Hans-Joachim Schuhmacher (37 lat i 120 dni).

## Zdobyte medale
| Medal  | Zawodnicy                                            | Dyscyplina            | Konkurencja          |
| ------ | ---------------------------------------------------- | --------------------- | -------------------- |
| Złoto  | Marina Kiehl                                         | Narciarstwo alpejskie | Zjazd kobiet         |
| Złoto  | Thomas Müller Hans-Peter Pohl Hubert Schwarz         | Kombinacja norweska   | Drużynowo            |
| Srebro | Frank Wörndl                                         | Narciarstwo alpejskie | Slalom mężczyzn      |
| Srebro | Christa Kinshofer                                    | Narciarstwo alpejskie | Slalom gigant kobiet |
| Srebro | Ernst Reiter Stefan Höck Peter Angerer Fritz Fischer | Biathlon              | Sztafeta mężczyzn    |
| Srebro | Georg Hackl                                          | Saneczkarstwo         | Jedynki mężczyzn     |
| Brąz   | Christa Kinshofer                                    | Narciarstwo alpejskie | Slalom kobiet        |
| Brąz   | Thomas Schwab Wolfgang Staudinger                    | Saneczkarstwo         | Dwójki mężczyzn      |

## Wyniki reprezentantów RFN

### Biathlon
Mężczyźni
- Peter Angerer

sprint - 10. miejsce
bieg indywidualny - 10. miejsce
- Fritz Fischer

sprint - 12. miejsce
bieg indywidualny - 23. miejsce
- Herbert Fritzenwenger

bieg indywidualny - 17. miejsce
- Stefan Höck

sprint - 26. miejsce
- Ernst Reiter

sprint - 19. miejsce
bieg indywidualny - 29. miejsce
- Ernst Reiter
Stefan Höck
Peter Angerer
Fritz Fischer

sztafeta - 

### Biegi narciarskie
Mężczyźni
- Jochen Behle

15 km stylem klasycznym - 23. miejsce
30 km stylem klasycznym - 23. miejsce
- Stefan Dotzler

30 km stylem klasycznym - 40. miejsce
- Georg Fischer

50 km stylem dowolnym - 34. miejsce
- Herbert Fritzenwenger

50 km stylem dowolnym - 33. miejsce
- Walter Kuß

15 km stylem klasycznym - 27. miejsce
50 km stylem dowolnym - DNF
- Walter Kuß
Georg Fischer
Jochen Behle
Herbert Fritzenwenger

sztafeta - 7. miejsce
Kobiety
- Sonja Bilgeri

10 km stylem klasycznym - 44. miejsce
20 km stylem dowolnym - DNF
- Stefanie Birkelbach

20 km stylem dowolnym - 45. miejsce
- Karin Jäger

20 km stylem dowolnym - 35. miejsce
- Birgit Kohlrusch

20 km stylem dowolnym - 41. miejsce
- Stefanie Birkelbach
Karin Jäger
Birgit Kohlrusch
Sonja Bilgeri

sztafeta - 11. miejsce

### Bobsleje
Mężczyźni
- Anton Fischer
Christoph Langen

Dwójki - 7. miejsce
- Michael Sperr
Rolf Müller

Dwójki - 11. miejsce
- Anton Fischer
Franz Nießner
Uwe Eisenreich
Christoph Langen

Czwórki - 11. miejsce
- Michael Sperr
Olaf Hampel
Florian Cruciger
Rolf Müller

Czwórki - 14. miejsce

### Hokej na lodzie
Mężczyźni
- Christian Brittig, Peter Draisaitl, Ron Fischer, Georg Franz, Karl Friesen, Dieter Hegen, Georg Holzmann, Udo Kießling, Harold Kreis, Horst-Peter Kretschmer, Dieter Medicus, Andreas Niederberger, Peter Obresa, Helmut de Raaf, Joachim Reil, Roy Roedger, Josef Schlickenrieder, Peter Schiller, Manfred Schuster, Helmut Steiger, Gerd Truntschka, Bernd Truntschka, Manfred Wolf - 5. miejsce

### Kombinacja norweska
Mężczyźni
- Thomas Müller

Gundersen - 25. miejsce
- Hans-Peter Pohl

Gundersen - 28. miejsce
- Hubert Schwarz

Gundersen - 13. miejsce
- Hermann Weinbuch

Gundersen - 29. miejsce
- Thomas Müller
Hans-Peter Pohl
Hubert Schwarz

sztafeta - 

### Łyżwiarstwo figurowe
Kobiety
- Marina Kielmann

solistki - 10. miejsce
- Claudia Leistner

solistki - 6. miejsce
Mężczyźni
- Heiko Fischer

soliści - 9. miejsce
- Richard Zander

soliści - 11. miejsce
Pary
- Brigitte Groh
Holger Maletz

Pary sportowe - 11. miejsce
- Antonia Becherer
Ferdinand Becherer

Pary taneczne - 9. miejsce

### Łyżwiarstwo szybkie
Mężczyźni
- Hansjörg Baltes

1500 m - 30. miejsce
5000 m - 24. miejsce
10 000 m - 27. miejsce
- Hans-Peter Oberhuber

500 m - 20. miejsce
1000 m - 32. miejsce
- Uwe Streb

500 m - 27. miejsce
1000 m - DNF
Kobiety
- Anja Mischke

1500 m - 16. miejsce
3000 m - 12. miejsce
- Monika Pflug

500 m - 7. miejsce

### Narciarstwo alpejskie
Mężczyźni
- Florian Beck

slalom - 10. miejsce
- Armin Bittner

gigant - 26. miejsce
slalom - DNF
kombinacja - 11. miejsce
- Peter Dürr

zjazd - 21. miejsce
kombinacja - 17. miejsce
- Michael Eder

supergigant - DNF
- Peter Roth

supergigant - DNF
gigant - DNF
slalom - DNF
- Hansjörg Tauscher

zjazd - 20. miejsce
- Markus Wasmeier

zjazd - 6. miejsce
supergigant - DNF
gigant - 19. miejsce
kombinacja - 7. miejsce
- Frank Wörndl

supergigant - DNF
gigant - 8. miejsce
slalom - 
- Hannes Zehentner

zjazd - 13. miejsce
kombinacja - 22. miejsce
Kobiety
- Karin Dedler

kombinacja - 14. miejsce
- Michaela Gerg-Leitner

zjazd - 13. miejsce
supergigant - 10. miejsce
gigant - DNF
kombinacja - DNF
- Anette Gersch

slalom - DNF
- Marina Kiehl

zjazd - 
supergigant - 13. miejsce
gigant - DNF
- Christa Kinshofer

supergigant - 10. miejsce
gigant - 
slalom - 
kombinacja - DNF
- Christina Meier-Höck

zjazd - 21. miejsce
gigant - 5. miejsce
- Regine Mösenlechner

zjazd - 7. miejsce
supergigant - 4. miejsce
- Ulrike Stanggassinger

kombinacja - 9. miejsce

### Saneczkarstwo
Mężczyźni
- Max Burghardtswieser

jedynki - 13. miejsce
- Georg Hackl

jedynki - 
- Johannes Schettel

jedynki - 7. miejsce
- Thomas Schwab
Wolfgang Staudinger

dwójki - 
- Stefan Ilsanker
Georg Hackl

dwójki - 4. miejsce
Kobiety
- Veronika Bilgeri

jedynki - 4. miejsce

### Skoki narciarskie
Mężczyźni
- Andreas Bauer

Skocznia normalna - 29. miejsce
Skocznia duża - 34. miejsce
- Josef Heumann

Skocznia normalna - 31. miejsce
Skocznia duża - 36. miejsce
- Thomas Klauser

Skocznia normalna - 47. miejsce
Skocznia duża - 4. miejsce
- Peter Rohwein

Skocznia duża - 25. miejsce
- Dieter Thoma

Skocznia normalna - 55. miejsce
- Andreas Bauer
Peter Rohwein
Thomas Klauser
Josef Heumann

Drużynowo - 6. miejsce